# Stocznia Gdynia B41
Der Linien-Stückgutschiffstyp B41 (andere Schreibung auch B-41) der Werft Stocznia im. Komuny Paryskiej in Gdynia wurde von 1963 bis 1974 in Serie gebaut.

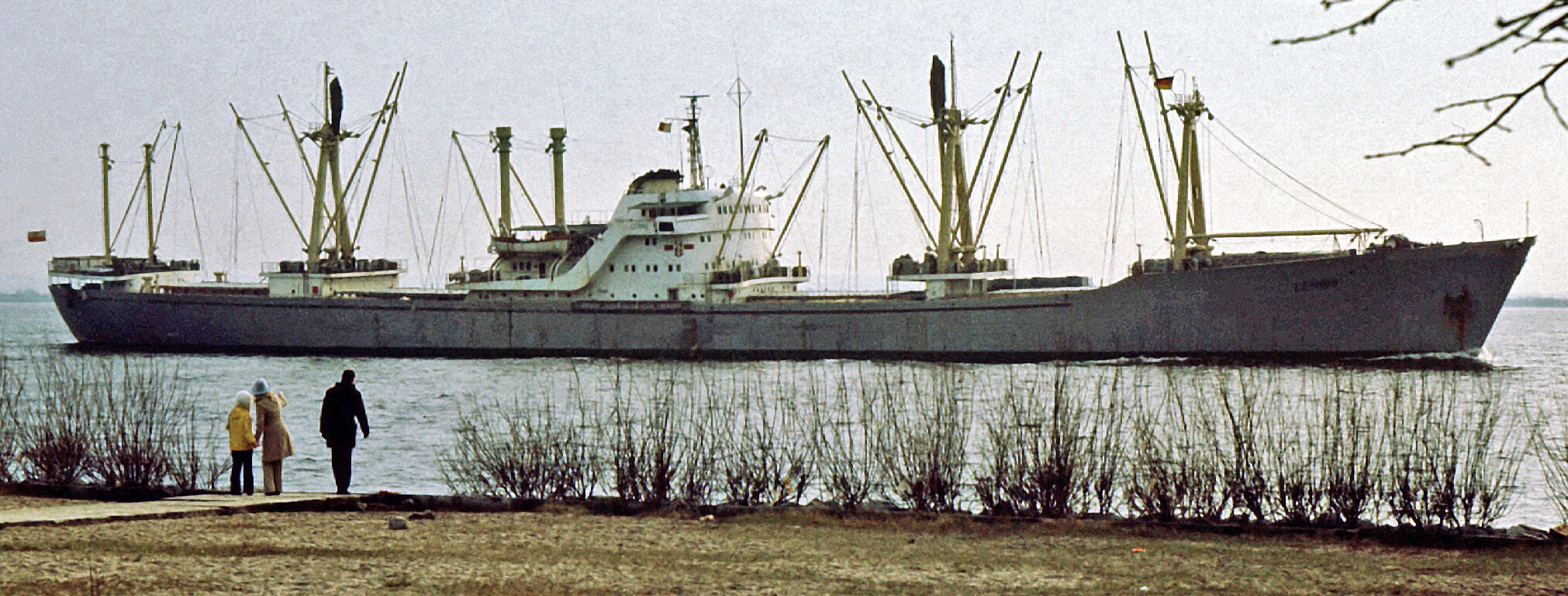
Lenino 1974 auf der Elbe

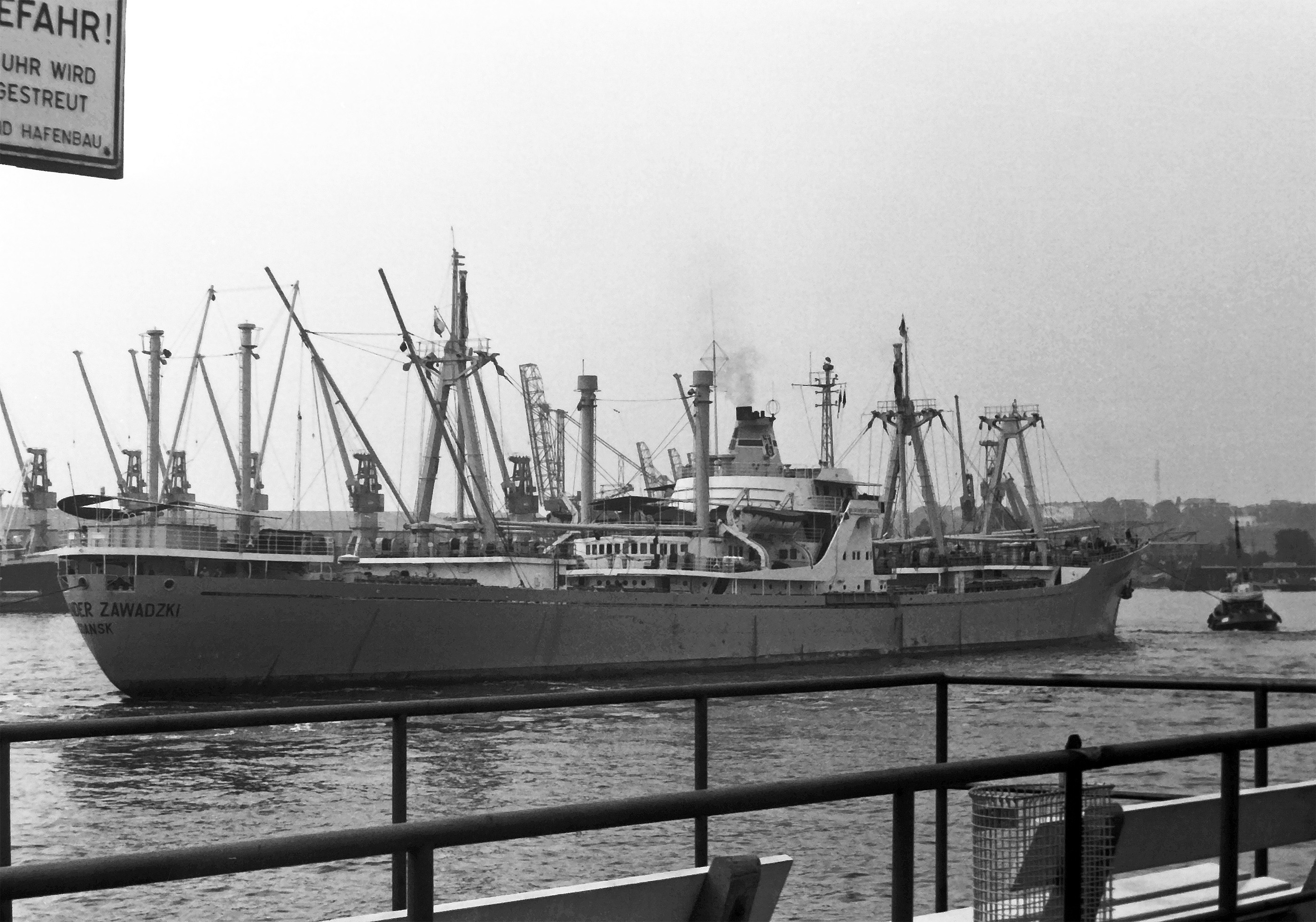
Heckansicht der Aleksander Zawadzki 1968

## Geschichte
Die B41-Baureihe wurde Mitte der 1960er Jahre entworfen. Im Februar 1964 wurde das erste Schiff, die Francesco Nullo an die Reederei Polskie Linie Oceaniczne abgeliefert. Die polnische Reederei erhielt weitere zwölf Schiffe der Serie, die auf der Bombay-Linie und dem Bengalendienst eingesetzt wurden. Fünf Schiffe wurden für die chinesische Reederei COSCO gebaut. Die Shipping Corporation of India erhielt 1965/66 vier nahezu baugleiche Schiffe des Typs Stocznia Gdynia B42 und die Staatsreederei Albaniens und die französische Reederei Compagnie de Navigation d’Orbigny erhielten jeweils eines der B41-Schiffe. Im Jahr 1966 wurden zwei Schiffsrümpfe für Centromor von der Elcano-Werft (Astilleros de Cadiz) in Sevilla zugeliefert und von der Stocznia Szczecińska im. Adolfa Warskiego in Stettin fertiggestellt. Die drei abschließenden Schiffe der Serie wurden an die Arya National Shipping Lines aus dem Iran abgeliefert. Zum Ende der Produktion gab Centromor 1973 fünf weitere vorausgerüstete Kaskos bei der portugiesischen Werft Estaleiros Navais de Viana do Castelo (ENVC) in Viana do Castelo in Auftrag. ENVC selbst baute vier Schiffe dieser Serie und gab eines bei Lisnave in Lissabon in Unterauftrag. Die Endausrüstung von vier Schiffen erfolgte in Gdynia, das abschließende Schiff wurde von der Stocznia Gdańska im. Lenina in Danzig fertiggestellt. Diese fünf portugiesischen Schiffe waren in Details modernisiert, zählten aber bei ihrer Ablieferung 1974 und 1975 zu den weltweit letzten herkömmlich gebauten Linienstückgutfrachtern mit Hauptmaschine in der Schiffsmitte und darüber angeordneten Aufbauten.

## Technische Einzelheiten
Der B41-Basisentwurf war als Linien-Stückgutschiff ausgelegt, das im Hinblick auf das vorgesehene Fahrtgebiet auch Schwergut- und Schüttgut-Teilladungen aufnehmen konnte. Die Schiffe hatten fünf Laderäume, die jeweils durch eine eigene Luke bedient wurden. Der Typ B41 war als Wechseldecker ausgelegt und konnte als offener oder geschlossener Schutzdecker gefahren werden. Bei maximaler Abladung auf 8,75 m verfügte er als geschlossener Shelterdecker über eine Tragfähigkeit von rund 12.000 Tonnen. Die Einheiten waren auf den Transport verschiedener Stück-, Schwer- und Massengüter ausgelegt. Das umfangreiche Ladegeschirr bestand aus einem 50-Tonnen-Schwergutbaum, einem 30-Tonnen-Schwergutbaum, einem 12-Tonnen-Ladebaum, fünf 10-Tonnen-Ladebäumen, zehn 5-Tonnen-Ladebäumen sowie zwei 2,5-Tonnen-Ladebäumen. Das Schiff für Frankreich und die fünf zuletzt gebauten Einheiten waren überdies mit einem Stülcken-Schwergutbaum ausgerüstet.
Der Antrieb der Schiffe bestand aus jeweils einem Sulzer Sechszylinder-Zweitakt-Dieselmotor, der bei H. Cegielski in Lizenz entstand. Die Motoren leisteten 7200 PS und ermöglichten eine Geschwindigkeit von etwa 16 Knoten. Es standen mehrere Hilfsdiesel und ein Notdiesel-Generator zur Verfügung.
Der Typ B41 hatte kurz hinter der Schiffsmitte angeordnete Aufbauten deren Seiten bei allen bis auf die fünf letzten Einheiten einen charakteristisch geschwungenen Anbau aufwiesen. Die Schornsteine der ersten beiden Einheiten ähnelten seitlich abgeflachten gedrungenen Kegeln, was sich in der Praxis aber als unvorteilhaft erwies. Der Hauptteil der Serie danach hatte größere stromlinienförmige Schornsteine während die fünf letzten Einheiten eckige Schornsteine erhielten.

## Die Schiffe
| Schiffe des Typs B41 | Schiffe des Typs B41                               | Schiffe des Typs B41 | Schiffe des Typs B41               | Schiffe des Typs B41 | Schiffe des Typs B41 |
| Bauname              | Bauwerft/Baunummer                                 | IMO-Nummer           | Auftraggeber                       | Ablieferung          | Umbenennungen und Verbleib |
| -------------------- | -------------------------------------------------- | -------------------- | ---------------------------------- | -------------------- | --- |
| Francesco Nullo      | Komuny Paryskiej/ B41/01                           | 5427112              | Polskie Linie Oceaniczne           | Februar 1964         | Ab 26. Mai 1990 bei Trans Industries in Chittagong verschrottet. |
| Lenino               | Komuny Paryskiej/ B41/02                           | 6415180              | Polskie Linie Oceaniczne           | 25. August 1964      | Ab 1. Juli 1992 bei Sunrise Shipbreaking Industries in Alang verschrottet. |
| Traugutt             | Komuny Paryskiej/ B41/03                           | 6423357              | Polskie Linie Oceaniczne           | 31. Dezember 1964    | Auf einer Reise von Danzig nach Bombay am 18. Juni 1979 auf der Reede vor Karachi in Brand geraten und auf der Oyster-Insel gestrandet.                                                                      |
| Stanisław Dubois     | Komuny Paryskiej/ B41/04                           | 6423333              | Polskie Linie Oceaniczne           | 30. April 1965       | Auf einer Reise von Danzig nach Surabaya am 2. April 1981 vor Texel mit der Omdurman kollidiert und am 9. April 1981 wegen Explosionsgefahr auf der Position 53,57°N; 004,00°E versenkt.                     |
| Leningrad            | Komuny Paryskiej/ B41/05                           | 6515241              | Polskie Linie Oceaniczne           | 23. August 1965      | 1991 Shakir 2, ab 18. April 1992 bei Saum Abbas Bhai in Alang verschrottet. |
| Aleksander Zawadzki  | Komuny Paryskiej/ B41/06                           | 6520466              | Polskie Linie Oceaniczne           | 31. Dezember 1965    | Ab 2. Mai 1992 bei Swastik Enterprise in Kalkutta verschrottet. |
| Ji Ning              | Komuny Paryskiej/ B41/07                           | 6706632              | COSCO                              | 27. September 1966   | Am 30. Mai 2011 aus dem Register gelöscht. |
| Xing Ning            | Komuny Paryskiej/ B41/08                           | 6520961              | COSCO                              | 19. Dezember 1966    | 1992 Yu Hang, am 30. Mai 2011 aus dem Register gelöscht. |
| Chang Ning           | Komuny Paryskiej/ B41/09                           | 6711821              | COSCO                              | 19. Dezember 1966    | 1976 Xiang Yang Hong 5, am 14. Juni 2012 aus dem Register gelöscht. |
| Piotr Dunin          | Astilleros de Cádiz/107 Szczecinska Warski/ B41/H1 | 6613237              | Polskie Linie Oceaniczne           | 30. Dezember 1966    | Ab 3. März 1992 bei Hindustan Steel Syndicate in Alang verschrottet. |
| Yong Ning            | Komuny Paryskiej/ B41/D1                           | 6726785              | COSCO                              | 23. März 1967        | Am 30. Mai 2011 aus dem Register gelöscht. |
| Józef Wybicki        | Astilleros de Cádiz/108 Szczecinska Warski/ B41/H2 | 6618859              | Polskie Linie Oceaniczne           | 31. August 1967      | Kiellegung als Sebastian Klonowicz, am 11. August 1984 auf einer Reise von Port Klang nach Gdynia in Position 14°01,48'N; 042°54,36'E auf eine Mine gelaufen, ab 6. November 1984 in Santander verschrottet. |
| Smolny               | Komuny Paryskiej/ B41/D2                           | 6829862              | Polskie Linie Oceaniczne           | 30. Juni 1968        | Ab 21. Mai 1996 bei Meera Shipbreaking Company in Alang verschrottet. |
| Gwardia Ludowa       | Komuny Paryskiej/ B41/11                           | 6912645              | Polskie Linie Oceaniczne           | 31. Dezember 1968    | 1996 Al Hamzeh, ab 14. September 1999 in Alang verschrottet. |
| Hai Ning             | Komuny Paryskiej/ B41/10                           | 6902030              | COSCO                              | 31. März 1969        | 1992 Jiu Yi Shan, am 6. Oktober 1995 nach einer Kollision mit der Carmen Carina auf Position 13,31°N; 112,02°E gesunken.                                                                                     |
| Pulkownek Dabek      | Komuny Paryskiej/ B41/II/02                        | 6926921              | Polskie Linie Oceaniczne           | 30. Dezember 1969    | Ab Dezember 1992 bei Jain Udyog in Kalkutta verschrottet. |
| Tirana               | Komuny Paryskiej/ B41/3/1                          | 7023398              | Albanian State Shipping Enterprise | 24. November 1970    | 1999 Pelican III, 1999 Bedi I, ab 29. September 1999 bei P. Patel Shipbreaking Company in Alang verschrottet.                                                                                                |
| Langon               | Komuny Paryskiej/ B41/5/1                          | 7032272              | Compagnie de Navigation d’Orbigny  | 24. Februar 1971     | 1971 Moroni, 1978 Pontevedra, 1981 Gay Fortune, 1984 New Fortune, ab 8. April 1987 in Kaohsiung verschrottet.                                                                                                |
| Major Sucharski      | ENVC/92 Komuny Paryskiej/ B41/II/03                | 7325851              | Polskie Linie Oceaniczne           | Januar 1974          | 1997 Diamond Ray, ab 27. Oktober 1998 bei Arya Steels in Alang verschrottet. |
| Marian Buczek        | Lisnave/92a Komuny Paryskiej/ B41/II/04            | 7362794              | Polskie Linie Oceaniczne           | 31. August 1974      | 1997 Marian, ab 15. November 1997 in Alang verschrottet. |
| Arya Sun             | ENVC/93 Komuny Paryskiej/ B41/II/05                | 7362835              | Arya National Shipping Lines       | Juni 1974            | 1980 Iran Seeyam, am 6. Juni 1998 verlorengegangen. |
| Arya Seem            | ENVC/94 Komuny Paryskiej/ B41/II/06                | 7385150              | Arya National Shipping Lines       | Januar 1975          | 1980 Iran Kalam, 1989 Prince 2, ab 26. Dezember 1989 in Gadani verschrottet. |
| Arya Zar             | ENVC/95 Gdańska im. Lenina/ B41/II/07              | 7385162              | Arya National Shipping Lines       | Juni 1975            | 1980 Iran Salam, ab 28. Juni 2003 in Mumbai (ehemals Bombay) verschrottet. |
| Daten: Miramar       |                                                    |                      |                                    |                      | |